# Эволюционная дистанция
Эволюционная дистанция — величина, характеризующая генетические различия между двумя организмами. Находится путём сравнения нуклеотидных последовательностей гомологичных генов. Мерой генетических различий считается процент несовпадений нуклеотидов в соответствующих позициях гена.

## Методы определения

### Попарная дистанция
Простейшей величиной, характеризующей эволюционную дистанцию является доля несовпадающих нуклеотидов при попарном сравнении соответствующих позиций в гене. Эта величина называется «попарной дистанцией» (обычно обозначается символом p).
Например, при сравнении следующих двух участков гена
```
CAGACAGTCA
CA
C
AC
T
G
C
CA
```

на 10 нуклеотидов приходится три несовпадающих, p = 0,3.
Попарная дистанция недостаточно адекватно описывает эволюционные различия между организмами:
- Так как для двух абсолютно произвольных последовательностей нуклеотидов вероятность их случайного совпадения в соответствующих позициях равна 25 %, то попарное расстояние между двумя совершенно чужеродными участками ДНК в среднем равно p = 0,75, тогда как по смыслу должно быть p = 1.
- Попарное расстояние не учитывает разную вероятность различных замен нуклеотидов.
- Попарное расстояние не учитывает возможность многократных мутаций в одной позиции.

Недостатки попарной дистанции устраняются использованием более сложных формул определения дистанции:
- Метод Джукса-Кантора
- Метод Тадзимы-Неи
- Метод Кимуры
- Метод Тамуры
- Метод Тамуры-Неи

и другие методы.

### Метод Джукса-Кантора
Метод Джукса-Кантора (англ. Jukes-Cantor Method) представляет собой простейшую попытку исключить из рассмотрения случайные совпадения нуклеотидов, вероятность которых составляет 25 %. Это однопараметрический метод, который в качестве параметра использует долю несовпадающих нуклеотидов (то есть попарную дистанцию p). Дистанция рассчитывается по следующей формуле
{\displaystyle d_{JC}=-{\frac {3}{4}}\ln \left(1-{\frac {4p}{3}}\right).}
Метод предполагает, что все четыре нуклеотида (А, Ц, Т, Г) присутствуют в ДНК в одинаковых пропорциях, а вероятность замены одного нуклеотида на другой одинакова для любой пары нуклеотидов.
Как видно из формулы при p > 0,75 выражение не имеет смысла (отрицательное выражение под знаком логарифма). Это является недостатком метода, так как ситуации с p > 0,75 (более 75 % различающихся нуклеотидов) принципиально не исключены.
Формула была предложена в 1965 году, на заре исследований в области молекулярной биологии преподавателем химического факультета Калифорнийского университета Томасом Джуксом и студентом того же факультета Чарлзом Кантором. В середине 1960-х годов биохимические технологии достигли того уровня, когда стала возможной расшифровка отдельных фрагментов ДНК и аминокислотных последовательностей белков. Это позволило путём сравнения нуклеотидных последовательностей проследить эволюционную близость различных организмов и пути эволюции отдельных видов. Джукс и Кантор входили в число пионеров в деле формализации этого метода, а Кантор стал автором одной из первых компьютерных программ для анализа нуклеотидных последовательностей.
В качестве примера применения формулы можно привести фрагменты генов, кодирующих α- и β-гемоглобин человека. Считается, что около 400 млн лет назад оба гена произошли от одного предкового гена.
```
ACCAACGTCAAGGCCGCCTGGGGTAAGGTT (α-гемоглобин)
TCTGCCGTTACTGCCCTGTGGGGGAAGGTG (β-гемоглобин)
```

Сравнение фрагмента обнаруживает 12 различий на 30 нуклеотидов (p = 0,4). Однако простой подсчёт расхождений не учитывает вероятность того, что в некоторых позициях произошли многократные мутации, в том числе приведшие к восстановлению исходного нуклеотида. Формула Джукса-Кантора даёт дистанцию
{\displaystyle d_{JC}=-{\frac {3}{4}}\ln 0,467=0,572.}
Таким образом, из формулы следует, что с учётом кратных замен в рассматриваемом фрагменте ДНК произошло 0,572·30=17 мутаций.

### Метод Кимуры
Мотоо Кимура предложил метод вычисления дистанции, который получил название «двухпараметрическая дистанция Кимуры» (англ. Kimura 2-parameter distance, K2P). Модель Кимуры предполагает, что различные варианты замены нуклеотидов неравновероятны и рассматривает два типа замен:
- Транзиция — замена нуклеотида без смены его типа, например, замена пуринового основания на пуриновое (А ↔ Г) или пиримидинового на пиримидиновое (Ц ↔ Т).
- Трансверсия — смена типа основания с пуринового на пиримидиновый или наоборот (А или Г ↔ Ц или Т).

Дистанция в модели Кимуры определяется по формуле
{\displaystyle d_{K2P}=-{\frac {1}{2}}\ln(1-2P-Q)-{\frac {1}{4}}\ln(1-2Q),}
где P — доля транзиций, Q — доля трансверсий.
Рассматривая в качестве примера эволюционную дистанцию между фрагментами генов α- и β-гемоглобина, получим:
```
ACCAACGTCAAGGCCGCCTGGGGTAAGGTT (α-гемоглобин)
TCTGCCGTTACTGCCCTGTGGGGGAAGGTG (β-гемоглобин)
Q PPQ   P QQ   QPQ     Q     Q
```

{\displaystyle P={\frac {2}{15}};~~Q={\frac {4}{15}};}
{\displaystyle d_{K2P}=-{\frac {3}{4}}\ln {\frac {7}{15}}=0,572.}

### Метод Тадзимы — Нея
В модели Тадзимы — Нея дистанция определяется следующими соотношениями:
{\displaystyle d=-b\ln \left(1-{\frac {p}{b}}\right),}
где
{\displaystyle b={\frac {1}{2}}\left(1-\sum _{i=1}^{4}g_{i}^{2}+{\frac {p^{2}}{c}}\right);}
{\displaystyle c=\sum _{i=1}^{3}\sum _{j=i+1}^{4}{\frac {x_{ij}^{2}}{2g_{i}g_{j}}};}
xij — относительные частоты пар нуклеотидов;
gi — относительные частоты нуклеотидов.
В качестве примера вычислим дистанцию между фрагментами генов, кодирующих α- и β-гемоглобин человека.
```
ACCAACGTCAAGGCCGCCTGGGGTAAGGTT (α-гемоглобин)
TCTGCCGTTACTGCCCTGTGGGGGAAGGTG (β-гемоглобин)
```

| Нуклео- тид | xij           | xij          | xij           | gi            |
| ----------- | ------------- | ------------ | ------------- | ------------- |
| Нуклео- тид | A             | T            | C             | gi            |
| A           |               |              |               | 10/60 = 0,167 |
| T           | 1/30 = 0,0333 |              |               | 13/60 = 0,217 |
| C           | 2/30 = 0,0667 | 3/30 = 0,100 |               | 15/60 = 0,250 |
| G           | 1/30 = 0,0333 | 3/30 = 0,100 | 2/30 = 0,0667 | 22/60 = 0,367 |

{\displaystyle c={\frac {0,0333}{2\cdot 0,167\cdot 0,217}}+{\frac {0,0667}{2\cdot 0,167\cdot 0,250}}+{\frac {0,0333}{2\cdot 0,167\cdot 0,367}}}
{\displaystyle \ +{\frac {0,1}{2\cdot 0,217\cdot 0,250}}+{\frac {0,1}{2\cdot 0,217\cdot 0,367}}+{\frac {0,0333}{2\cdot 0,250\cdot 0,367}}=0,257;}
{\displaystyle b=0,5\cdot \left(1-0,167^{2}-0,217^{2}-0,250^{2}-0,367^{2}+0,4^{2}/0,257\right)=0,622.}
{\displaystyle d=-0,622\cdot \ln \left(1-{\frac {0,4}{0,622}}\right)=0,641.}
В некоторых источниках дистанцией Тадзимы-Нея называется расчёт по более простой формуле
{\displaystyle d=-b\ln \left(1-{\frac {p}{b}}\right),}
где
{\displaystyle b=1-\sum _{i=1}^{4}g_{i}^{2}.}
Для случая, когда все нуклеотиды встречаются с одинаковой частотой (gi = 0,25), эта формула совпадает с формулой Джукса-Кантора (b = 0,75).
Расчёты по этим формулам дают для того же примера
{\displaystyle \ b=1-0,167^{2}-0,217^{2}-0,250^{2}-0,367^{2}=0,728.}
{\displaystyle d=-0,728\cdot \ln \left(1-{\frac {0,4}{0,728}}\right)=0,580.}